# مكان هادئ: الجزء الثاني
مكان هادئ 2 (بالإنجليزية: A Quiet Place Part II)‏ هو فيلم رعب أمريكي لما بعد نهاية العالم لعام 2020 من تأليف وإخراج وإنتاج جون كراسينسكي. إنه تكملة لفيلم 2018 مكان هادئ، يتبع العائلة من الفيلم الأول وهم يواصلون التنقل والبقاء على قيد الحياة في عالم ما بعد نهاية العالم الذي يسكنه كائنات فضائية عمياء تتمتع بحاسة سمع حادة. تعيد إميلي بلانت وميليسنت سيموندز ونوح جوبي وكراسنسكي أدوارهم من الفيلم الأول، بينما ينضم سيليان ميرفي ودجيمون هونسو إلى فريق التمثيل.
بدأت شركة باراماونت بيكتشرز تطوير الجزء الثاني في أبريل 2018، بعد نجاح الفيلم الأول في شباك التذاكر. بحلول أغسطس التالي، كان كراسينسكي يعمل على السيناريو، وفي فبراير 2019، تم تأكيد عودته إلى الإخراج المباشر. كانت فكرة كراسينسكي الأولية للفيلم هي جعل سيموندز هي الرائدة، حيث اعتبر شخصيتها هي القناة لموضوعات الفيلم الأول التي أراد التوسع فيها في التكملة. تم الإنتاج في غرب نيويورك من يونيو إلى سبتمبر 2019. كان لكراسينسكي الفضل في كتابة التكملة، بناءً على الشخصيات التي أنشأها سكوت بيك وبريان وودز. تم إنتاج الجزء الثاني بميزانية تبلغ حوالي 55-61 مليون دولار، أي أكثر من ثلاثة أضعاف الميزانية الأصلية البالغة 17 مليون دولار.
عُرض الفيلم لأول مرة عالميًا في مدينة نيويورك في 8 مارس 2020؛ بعد أكثر من عام من التأجيلات بسبب جائحة كوفيد-19، تم إصداره بطريقة مسرحية في الولايات المتحدة في 28 مايو 2021. وأصبح متاحًا للبث على باراماونت + بعد 45 يومًا من ظهوره المسرحي لأول مرة. سجل الفيلم العديد من الأرقام القياسية في شباك التذاكر، بما في ذلك أكبر عطلة نهاية أسبوع افتتاحية خلال فترة الوباء، وحقق 297.4 مليون دولار في جميع أنحاء العالم. وقد تلقى تعليقات إيجابية من النقاد الذين أشادوا بالقصة وإضافة شخصية إيميت لمورفي. هناك تكملة مباشرة، A Quiet Place Part III، قيد العمل ومن المقرر إصدارها في عام 2025.

## القصة
خلال إحدى مباريات دوري البيسبول الصغير في بلدة ميلبروك الصغيرة، نيويورك، شهدت عائلة أبوت - الزوجة إيفلين، والزوج لي، والابنة الصماء ريغان، والأبناء ماركوس وبو - ومتفرجون آخرون جسمًا غريبًا يشبه النيزك يندفع نحو الأرض. . بعد فترة وجيزة، تظهر مخلوقات معادية من خارج كوكب الأرض من النيزك وتبدأ في ذبح سكان البلدة. تمتلك المخلوقات العمياء جلدًا مدرعًا وسرعة وقوة غير عادية، وتتتبع الضحايا بسمع شديد الحساسية، وتهاجم أي شيء يصدر حتى أدنى ضجيج.
وبعد مرور أكثر من عام، قتلت هذه المخلوقات الكثير من سكان الأرض، بما في ذلك لي وبو. اكتشفت ريغان أن ردود الفعل الصوتية عالية التردد تجعلها عرضة للخطر، وابتكرت طريقة مؤقتة لنقل الضوضاء من غرسة القوقعة الصناعية الخاصة بها عبر ميكروفون محمول. بعد تدمير منزلهم، تبحث الأسرة عن ناجين آخرين. عند دخول منطقة مسيجة، تطلق إيفلين عن طريق الخطأ إنذارًا صوتيًا لتنبيه المخلوقات. أثناء فرارهم، يقع ماركوس في فخ الدب، ويجذب مخلوقًا بصراخه. يقتل ريجان وإيفلين المخلوق، ويحرران ماركوس، ويصطدمان بمسبك فولاذي مهجور.
يأخذهم صديق قديم، إيميت، إلى مخبأه العازل للصوت تحت الأرض. إيميت، الذي فقد عائلته مؤخرًا وطور نظرة ساخرة للحياة، يرفض تقديم المزيد من المساعدة. يسمع ماركوس أغنية "وراء البحر" على الراديو، ويقول إيميت إن الأغنية تُبث بشكل متواصل لمدة أربعة أشهر. يحدد ريجان أن هذا مؤشر على أن الناجين موجودون في جزيرة قريبة على بعد يوم واحد من الجنوب الشرقي. لقد افترضت أنها إذا تمكنت من الوصول إلى برج الراديو بالجزيرة، فيمكن بث ضوضاء عالية التردد لجهاز السمع حتى يتمكن الناجون الآخرون من تحويل الإشارة إلى سلاح. تغامر بالخروج بمفردها للعثور على الجزيرة لكنها تتعرض للهجوم؛ إيميت ينقذها من مخلوق. تقنعه ريجان بالمساعدة في إكمال مهمتها. تترك إيفلين ماركوس وطفلها حديث الولادة في المسبك لجلب الإمدادات الطبية من المدينة. يكتشف ماركوس جثة زوجة إيميت. أذهل، وقام بتنبيه مخلوق، وأثناء محاولته الفرار، قام بطريق الخطأ بحبس نفسه والطفل داخل حجرة محكمة الغلق.
يصل إيميت وريجان إلى المرسى للصعود على متن قارب إلى الجزيرة. يتعرضون للهجوم من قبل قطاع الطرق، ويجذب إيميت عمدًا كائنات تقتل المهاجمين. عندما يغرق أحد المخلوقات، يدرك أن المخلوقات لا تستطيع السباحة. يذهبون إلى الجزيرة حيث تعيش مستعمرة صغيرة من الناجين بشكل طبيعي. يكشف زعيم المستعمرة أنه عندما اكتشفت حكومة الولايات المتحدة أن المخلوقات غير قادرة على السباحة، حاول الحرس الوطني الأمريكي نقل الناس إلى الجزر. ومع ذلك، أحدثت الفوضى الناجمة عن الصعود ضوضاء جذبت المخلوقات، ولم يتبق سوى قاربين وصلا إلى الجزيرة.
تعود إيفلين إلى المسبك وتحرر أطفالها قبل أن يختنقوا. الثلاثة يختبئون داخل القبو بينما يتجول المخلوق في المسبك. في الجزيرة في اليوم التالي، مخلوق انجرف إلى الجزيرة يهاجم المستعمرين ويقتل زعيم المستعمرة. في محطة الراديو، ينقل ريجان التردد العالي عبر إشارة المحطة ويقوم بتشغيله عبر مكبرات صوت المحطة، مما يؤدي إلى إعاقة المخلوق ثم قتله بعمود معدني.
في المسبك، يلتقط ماركوس إرسال ريجان ويشغل التردد عالي الطبقة من خلال الراديو المحمول الخاص به قبل إطلاق النار على المخلوق. تترك ريجان أداة السمع متصلة بميكروفون محطة الراديو، مما يسمح للآخرين باستخدام إشارة البث كسلاح.

## طاقم التمثيل
- جون كراسينسكي
- كيليان مورفي
- إيميلي بلنت

## وصلات خارجية
مكان هادئ: الجزء الثاني على موقع IMDb (الإنجليزية)
- مكان هادئ: الجزء الثاني على موقع ميتاكريتيك (الإنجليزية)
- مكان هادئ: الجزء الثاني على موقع روتن توميتوز (الإنجليزية)
- مكان هادئ: الجزء الثاني على موقع نتفليكس (الإنجليزية)
- مكان هادئ: الجزء الثاني على موقع ألو سيني (الفرنسية)
- مكان هادئ: الجزء الثاني على موقع أول موفي (الإنجليزية)
- مكان هادئ: الجزء الثاني على موقع بوكس أوفيس موجو (الإنجليزية)
- مكان هادئ: الجزء الثاني على موقع فيلمافينيتي (الإسبانية)
- مكان هادئ: الجزء الثاني على موقع قاعدة بيانات الأفلام السويدية (السويدية)
- مكان هادئ: الجزء الثاني على موقع قاعدة بيانات الفيلم (الإنجليزية)

القصة
تدور القصة حول أشخاص برأس كل*ب يحاولون التهامك وعليك الهروب منهم والا تعمل ضجه
وأن هؤلاء الأشخاص هم الاهلاويه جميعهم